# Matabelina diaphana
Matabelina diaphana är en kackerlacksart som beskrevs av Karlis Princis 1963. Matabelina diaphana ingår i släktet Matabelina och familjen småkackerlackor. Inga underarter finns listade i Catalogue of Life.